# Noc Šimona a Judy
Noc Šimona a Judy (původně plánovaný název a poté podtitul zní Frasquita) je tříaktová komická opera českého skladatele Karla Kovařovice. Libreto napsal Karel Šípek podle známé Alarcónovy novely Třírohý klobouk. Kovařovic operu zkomponoval v letech 1890–91 a premiéru měla v pražském Národním divadle 5. listopadu 1892.

## Vznik a historie díla
Po poměrném úspěchu Ženichů a menším ohlasu Cesty oknem Kovařovic v dalším díle opět pokračoval ve své francouzské hudební orientaci, již tentokrát zkombinoval se španělským lokálním koloritem. Humorista Karel Šípek (vlastním jménem Josef Peška) pro něj zpracoval na libreto populární novelu Pedra Antonia de Alarcóna Třírohý klobouk a navrhl i nový název.
Bezprostřední inspirací pro Kovařovicovo zpracování byla Bizetova Carmen, hraná v Národním divadle poprvé roku 1884. Námět má s Bizetovou operou jistou podobnost, zvláště v postavě mladé, temperamentní a lehkomyslné hlavní hrdinky Frasquity, a i hudba (podle muzikologa Huberta Doležila) „až příliš následovala Bizetův vzor“. Podobně jako v Carmen je španělské prostředí charakterizováno řadou temperamentních a rytmicky výrazných tanců (bolero, fandango, sevillana). Vedle nezvyklého francouzského stylu, případně nepůvodnosti, vadila kritice zejména příliš lehké, byť řemeslně velmi zdatné a účinné zpracování, které se i ve vokálních útvarech opíralo především o taneční rytmy. Děj často zabíhal do fraškovitosti až grotesknosti a hudba ho v tom následovala. Některá čísla (sentimentální zpívané romance či komický kuplet sluhy) se blížila operetě a pouze v závěru, kdy si Frasquita a její manžel při konfrontaci prokážou vzájemnou lásku, nabývá hudba vážnějšího tónu. Proto u hudebních odborníků toto „co možná apartní a líbivě působivé“ dílo nenašlo ocenění. Více se líbilo publiku, zejména zásluhou představitelů Frasquity a corregidora, totiž subrety Johany Kavalárové a basisty Viléma Heše, kteří se předvedli i jako tanečníci.
První inscenace v Národním divadle (v sezóně 1892/1893) se dočkala pěti repríz, od té doby se tato Kovařovicova opera na jevišti neobjevila.
Kovařovic byl prvním skladatelem, který po vděčném námětu Alarcónovy novely sáhl. Svou jedinou operu s názvem Corregidor (Der Corregior, 1896) na něj napsal známý skladatel písní Hugo Wolf. Dnes se však nejvíce hraje zpracování Manuela de Fally pod původním názvem Třírohý klobouk (El sombrero de tres picos, 1917).

## Osoby a první obsazení
| osoba | hlasový obor | premiéra (5. 11. 1892) |
| --- | ------------ | ---------------------- |
| Don Eugenio Zuniga y Ponde de Leon, corregidor                                                             | bas          | Vilém Heš              |
| Doňa Mercedes, jeho choť                                                                                   | mezzosoprán  | Marie Klánová          |
| Mlynář Lukáš                                                                                               | tenor        | Karel Veselý           |
| Frasquita, jeho žena                                                                                       | soprán       | Johana Weisová         |
| Strážmistr Miguel                                                                                          | baryton      | Václav Viktorin        |
| Otec Antonio                                                                                               | baryton      | Ondřej Rott            |
| Juan Lopez, vesnický alkade                                                                                | tenor        | Hynek Švejda           |
| Toňuello, jeho alguacil                                                                                    | bas          | František Hynek        |
| Garduňa, alguacil corregidorův                                                                             | tenor        | Adolf Krössing         |
| Rosita, služka doni Mercedes                                                                               | soprán       | Eliška Hešová          |
| Pochop | bas          | Josef Žižka            |
| Ponocný | tenor        | Jindřich Mošna         |
| Mleči a mlečky, účastníci průvodu, služebnictvo v domě corregidorově, sousedé corregidorovi, městská stráž |              |                        |
| Dirigent: Mořic Stanislav Anger, režie: František Karel Kolár, choreografie: Augustin Berger               |              |                        |

## Děj opery
Odehrává se v Andalusii roku 1805.

### 1. dějství
(Prostranství před Lukášovým mlýnem) Bývalý voják Lukáš zdědil po svém strýci biskupovi mlýn a přilehlou hospodu, kde nyní hospodaří se svou ženou Frasquitou, rodačkou z Navarry. Ve mlýně i v hospodě je vždy plno, a to především díky kráse mladé mlynářky. Jí právě připíjí jeden z hostů, strážmistr Miguel. Ale ctitelů je řada a mezi nimi přední místo svou neomalenou dotěrností zaujímá corregidor (vrchní sudí a krajský náčelník) don Eugenio Zuniga z blízkého velkého města, ač je stár, sešlý a navíc ženat. Lukášovi je corregidorova vášeň jen k smíchu – Frasquitě sice také, ale manželova sebejistota ji poněkud dráždí (scéna Miguela, Frasquity a Lukáše Již dovolte, bych číši zvedl). Miguel pak Lukáše přátelsky varuje – sám je ošklivý a hrbatý a má mladou, temperamentní ženu, nechať si dá pozor, aby brzy neměl parohy. Ale Lukáš se nestrachuje, našel neomylný prostředek: galantnosti ostatních přehlíží a před Frasquitou se tváří, jako by si její věrnost považoval za nejsamozřejmější věc na slunci. Zato ohledně vlastní věrnosti ji udržuje v nejistotě. A panu corregidorovi se oba manželé svorně vysmívají za zády.
Mleči odcházejí, muži se oddaně loučí s Frasquitou, ženy si na poblouznění svých manželů stěžují Lukášovi (sbor Slunce je na sklonu… Ach, séňo, séňo Frasquito). Miguel se loučí, po poslední noční službě ve městě bude jeho oddíl povolán na sever. Frasquita po něm posílá své vlasti vřelý pozdrav (recitativ I mně nadešla chvíle a árie Ten drahý kraj, mé nivy rodné). Když mlynářský pár osamí, ukazuje Frasquita Lukášovi list, který jí poslal corregidor, s prosbou o dostaveníčko. Domlouvají se, že Frasquita bude předstírat povolnost a Lukáš pak včasným objevením donu Eugeniovi jeho zálet v nejlepším překazí (dialog A nyní ku práci a duet Ty ukryješ se nahoře).
Blíží se chvíle schůzky. Frasquita narovnává hrozny a zpívá si (píseň V Barceloně na ulici). Corregidor přichází a mlynářka ho upejpavě, ale koketně přijímá: manžel prý spí. Ona sama prý již cítí k donu Eugeniovi náklonnost, jež by se jistě proměnila v lásku, kdyby opatřil jejímu příbuznému místo tajemníka u městského soudu. Corregidor po jistém zdráhání slibuje, ale než stačí od Frasquity získat odměnu, vyděsí ho příchod Lukáše. Corregidor napůl považuje vše za léčku, napůl přece chce věřit v mlynářčinu přízeň (dialog Frasquity a corregidora Krásná séňo, Bůh s vámi a duet Jak ovce chodím bludná). Mlynářský pár odchází uvítat průvod s farářem jdoucím požehnat jejich vinicím (sbor Nebes králi! Slitovníče!).
Corregidor prostřednictvím svého osobního sluhy (alguacila) Garduni zařídil, aby vesnický soudce (alkade) Juan Lopez povolal mlynáře dnes večer k výslechu ve vymyšlené věci a zdržel ho u sebe přes noc. Přichází průvod, jehož pobožný zpěv se brzy mění v povpěvek oslavující víno, jejž předzpěvuje Garduňa s kytarou (píseň Starý otec Noe). Poté vyzývají přítomní Frasquitu k tanci. Ta nejprve vyzve do kola corregidora, když však ten brzy zchvácen klesá, pokračuje s Lukášem v divoké sevillaně.
Když se prostranství vyprázdní a začne se stmívat, přijde alguacilo Juana Lopeze, podnapilý Toňuello, a na základě úředního přípisu odvádí mlynáře na oslu s sebou. Znepokojená Frasquita se s manželem loučí (finále s písní Toňuela Ani muk, povídám! a duetem Lukáše a Frasquity Buď klidna, Frasquito, a nic se nestrachuj).

### 2. dějství
(Světnice ve mlýně) Frasquita u okna přede a neklidem myslí na Lukáše, z neznámého důvodu naléhavě povolaného k alkadovi (árie Však její bratr, jenž stál u ní). Přichází k ní corregidor – vypadá uboze, protože při cestě přes lávku spadl do mlýnského náhonu. Překvapená Frasquita mu pomáhá dovnitř a ptá se na osud svého muže. Don Eugenio prý přišel, aby jí a Lukášovi pomohl, dokonce přinesl dekret na tajemnické místo pro Frasquitina příbuzného, ale důvtipné mlynářce je brzy jasné, co se seběhlo. Chce corregidora vyhodit, ale když ten se nechce dát, chystá se mlynářka na cestu sama: Půjde za doňou Mercedes, corregidorovou manželkou, aby ona i celé město zvěděli o jeho lsti. Don Eugenio jí hrozí dvěma bambitkami, ale Frasquita ho uchlácholí předstíranou povolností, pak strhne se stěny pušku a rozčileně odchází, aby se na oslu rychle vypravila za svým mužem. Při jejím varovném výstřelu don Eugenio omdlí (dialog a duet Jak, vaše milost zde, v tento čas?… Lukáš by milosti na pomoc kvapil… Tak vše se splnit má… Ven, pane ven, sic tyto ruce).
Tak svého pána nachází Garduňa. Slabého, promočeného a zchváceného corregidora uloží do ložnice a jeho šaty dá sušit na kamna (dialog Krev mi stydne v těle a duet de oheň rozdělám). Pak si sám mudruje o postavení panského alguacila: vše musí zařídit, všechny neúspěchy padnou na jeho bedra – ale přitom právě on má nadutého hlupáka i jeho úřad v hrsti (píseň Když rada drahá je).
Vrací se Lukáš. Když přijel k Juanu Lopezovi, najednou nebyl žádný spěch a bylo mu vykázáno lůžko. Lukáš se však brzy vykradl a na svém oslu potají dojel zpět domů. Když uvidí corregidorovy šaty, když najde jeho dekret pro Frasquitina příbuzného, ba když uvidí klíčovou dírkou corregidora ve vlastní posteli, je přesvědčen o tom, že ho jeho žena podvedla. Jeho prvním impulsem je trhnout do ložnice a corregidora zabít – ale to by jen skončilo jeho vlastní popravou. Místo toho si obléká jeho šaty a jde donu Eugeniovi oplatit stejnou mincí u doni Mercedes, jeho choti (monolog Mlýn otevřen! Bdí dosud Frasquita? a árie Ba na mou duši).
Skrytý Garduňa přivádí corregidora: vzduch je čistý. Ale novinkou, že Lukáš kvapil – v jeho šatech! – za jeho ženou, je don Eugenio rozladěn. Posílá Garduňu rychle za mlynářem a sám ho hodlá následovat, ač si na to musí obléci mlynářovy šaty (monolog Mé síly vyčerpány jsou! a píseň O srdce lidské – mladé v každém věku). Náhle do síně vrazí Juan Lopez, Toňuelo a jim v patách Frasquita. Muži se vrhnou na osobu, v níž tuší Lukáše, mlynářka ho brání. Teprve po pár ranách se corregidor vzchopí a dává se poznat. Vypráví stručně, co se seběhlo, a všichni – ač každý z jiných pohnutek – vyrážejí ke corregidorovu domu (scéna Zde ho máme, darebu a kvartet Již rychle za ním, rychle v sled).

### 3. dějství
(Náměstí v jihošpanělském městě před domem corregidorovým) Je půlnoc, ponocný vyzpěvuje (Zdrávas panno čistá). Ke dveřím domu přispěchají Frasquita, corregidor, Juan Lopez a Toňuelo. Na prahu naleznou Garduňu: v domě mu neotevřeli a ani nově příchozí přes všechno tlučení nepochodí lépe (scéna Cíl dosažen! Díky Bohu!). Lomoz přivolá ponocného. Ten považuje corregidora za opilého Lukáše, což potvrdí z balkonu komorná Rosita: milostpán corregidor se už před hodinou vrátil a je s chotí v ložnici. Tato zpráva rozčílí dona Eugenia i Frasquitu a jejich hluk zase ještě více rozzlobí ponocného, který na rušitele nočního klidu volá městskou stráž (scéna Co se zde děje, proč ten hluk?). Všichni sousedé se probouzejí a se zájmem sledují dění na ulici (sbor Co se stalo, jaký hluk a křik?). Přichází stráž v čele s Miguelem a současně se objevuje doňa Mercedes. Ani ona se ke svému muži nezná a odevzdává ho pochopům (zpěv Mercedes Má noc své právo, běda kdo je ruší). Ale vidouc Frasquitin nářek nad nevěrným manželem, sděluje jí, že vetřelce ihned poznala a dala zatknout – již jej pochopové přivádějí.
Mercedes Lukáše odevzdává Frasquitě, ten však se svou ženou nechce nic mít, neboť je stále přesvědčen o její nevěře. Jak se v jejím loži ocitl pan corregidor? To Frasquita nemůže vysvětlit a ani don Eugenio neví, co by veřejně řekl, až Garduňa podá vysvětlení toho, co se v noci stalo. Ačkoli jeho vyprávění umně vynechává vše, co by jeho pánu škodilo na cti, posluchači si to dovedou bez potíží domyslet (Garduňovo vyprávění Což pán svého někdy opustím?). Lukáš však o tom hlavním stále není přesvědčen.
Frasquita se hájí a přivádí dva svědky: jsou to dvě oslice, jedna, na níž se Lukáš z vězení vracel domů, a druhá, na níž naopak ona spěchala za ním. V půli cesty, kde se mlynář zastavil na cigaretu, se potkaly a zahýkáním se pozdravily, i když sami jezdci se nepoznali (Frasquitino vyprávění Když dnešní nocí temnou). Lukáš uvěří, bere svou choť do náruče a žádá doňu Mercedes o odpuštění. Ta mu je uděluje a manželovy protesty rázně zkrotí (zpěv Aj, hleďme, zdali věřit mám). Corregidor ji schlíple následuje do domu a Lukáš s Frasquitou na oslech odjíždějí za pozdravů lidu (sbor Nechť mír a klid vám opět dýše).